# 舟見城
舟見城（ふなみじょう）は、越中国新川郡舟見山（標高252m）（現在の富山県下新川郡入善町舟見字熊坂）にあった日本の城（山城）。別名・狐平城。江戸時代初期に廃城となった。城址は「舟見山自然公園」として整備された際に遺構の大半が消失しているが、本丸跡に模擬天守「舟見城址館」が建てられている。

## 歴史
1554年（天文23年）に上杉謙信（長尾景虎）が敵中へ侵攻、当時の舟見城主であった飛騨守五郎が防戦したがついに破れて落城。この際には上杉軍に城の水源を教えた領民の老婆がいて、そのために水の手を断たれて城が落ちたという伝承がある。当時の城下には数千戸の人家があった。舟見山麓には今でも町並みが続いており、天守から遠望できる。
文禄4年（1595年）には前田利長に新川郡が加増され、青山佐渡守が上杉家の越中衆から郡内の諸城を受け取る。
江戸時代に入っても、舟見城は宮崎城と共に下新川の戦略上で重要な城であった（高田藩糸魚川領との国境）。その後、黒部川に橋梁（愛本橋）が架かれてから前田家により廃城となった。

## 遺構・施設
- 曲輪、
- 模擬天守（三層櫓）- 建物は三階まで登城可能。
- 山の本陣、公園など

## 交通
- あいの風とやま鉄道線入善駅からバスに乗り「舟見」バス停下車、徒歩20分。
- 北陸自動車道・朝日ICから20分
  - 登山口に無料駐車場（30台程度）